# Coupe du monde féminine de cricket de 2017
Navigation
2013
La Coupe du monde de cricket féminin de 2017 est la onzième édition de cette compétition internationale  de cricket féminin. Elle se tient du 24 juin au 23 juillet 2017 en Angleterre. Huit équipes s'affrontent dans ce tournoi.
L'Angleterre remporte son quatrième titre mondial, battant en finale l'Inde.

## Phases de qualification
Le Championnat féminin CPI 2014-16, mettant en vedette les huit meilleures équipes féminines de cricket, constitue la première phase de qualification pour la Coupe du Monde. Les quatre premières équipes de ce championnat sont qualifiées automatiquement. La qualification des quatre autres équipes pour la Coupe du Monde s'est jouée au Sri Lanka en février 2017 (lors de la qualification pour la Coupe du Monde 2017), où dix équipes participaient à l'évènement.
| Équipe           | Mode de qualification |
| ---------------- | --------------------- |
| Australie        | Championnat féminin   |
| Angleterre       | Championnat féminin   |
| Nouvelle-Zélande | Championnat féminin   |
| West Indies      | Championnat féminin   |
| Inde             | Qualifié au Sri Lanka |
| Afrique du Sud   | Qualifié au Sri Lanka |
| Sri Lanka        | Qualifié au Sri Lanka |
| Pakistan         | Qualifié au Sri Lanka |

## Lieux
Le 8 février 2016, le Conseil International de Cricket (ICC) a annoncé les cinq sites pour Coupe du Monde féminine 2017. Lord's accueillera la finale et d'autres matchs seront joués à Derbyshire, Leicestershire, Somerset et le Gloucestershire,.
| Londres                  | Derby                   | Bristol                  | Leicester            | Taunton             |
| ------------------------ | ----------------------- | ------------------------ | -------------------- | ------------------- |
| Lord's                   | County Ground           | Bristol County Ground    | La Grâce De La Route | Le Comté De Terrain |
| Capacité : 28 000 places | Capacité : 9 500 places | Capacité : 17 500 places | Capacité: de 12 000  | Capacité: de 12 500 |
|                          |                         |                          |                      |                     |

## Matchs officiels
Le CPI a annoncé un panel de treize juges et de trois arbitres pour officier le tournoi, dont quatre femmes arbitres, nombre le plus élevé pour un évènement du CPI d'envergure mondiale. Les arbitres ont été tirés au sort parmi le Panel des arbitres Internationaux du CPI. Richie Richardson fait partie des Aribtres de match d'élite, tandis que Steve Bernard et David Jukes sont dans le groupe des arbitres de match de niveau régional. Sue Redfern est devenue la première femme à avoir joué puis arbitré dans une des Coupe du Monde de cricket féminin.

### Demi-finales
| Date       | Stade                                | Première manche      | Seconde manche   | Vainqueur et écart      |
| ---------- | ------------------------------------ | -------------------- | ---------------- | ----------------------- |
| 18 juillet | Bristol County Ground, Bristol       | Afrique du Sud 218/6 | Angleterre 221/8 | Angleterre (2 guichets) |
| 20 juillet | County Cricket Ground (Derby), Derby | Inde 281/4           | Australie 245    | Inde (36 courses)       |

### Finale
| Date       | Stade                          | Première manche  | Second manche | Vainqueur et écart     |
| ---------- | ------------------------------ | ---------------- | ------------- | ---------------------- |
| 23 juillet | Lord's Cricket Ground, Londres | Angleterre 228/7 | Inde 219      | Angleterre (9 courses) |

## Diffusion
En mai 2017, la CPI a annoncé que les 10 matchs seront retransmis en direct à la télévision, tandis que les 21 autres matches seront retransmis en direct via le site de la CPI. Le 10 pour les matchs télévisés mettra en vedette des DRS pour la première fois chez les femmes est de cricket.